# Tran (Bulgarie)
Pour les articles homonymes, voir Trn et Tran (homonyme).
Tran (en bulgare : Трън ['trɤn], translittération internationale Trăn, « l'épine ») est une ville de l'ouest de la Bulgarie.

## Géographie
La ville de Trăn se trouve à l'ouest de la Bulgarie, à 27 km de Breznik et Dragoman, à 15 km de la frontière avec la Serbie. La rivière Erma traverse la ville avant de former une gorge connue sous le nom de Trănsko ždrelo.
La ville est située dans une région de montagne, dans la partie la plus orientale de la région de Znepole. Elle est entourée par les sommets de Kitka, Gărkov kamăk, Čarčalat, Murgovica.
Sur le plan climatique, Trăn détient le record de la plus basse température enregistrée en Bulgarie : −38,3 °C durant l'hiver 1947.
La ville est le chef-lieu de l'obština de Trăn, qui fait partie de la l'oblast de Pernik.

## Économie
Le IPA Cross-Border programme est un parc ayant des sentiers balisés pour la promenade de moyenne altitude (700 à 1 000 m). Il englobe les rivières Erma et Yalblanista et se situe donc à cheval la Serbie et la Bulgarie. C'est un projet cofinancé par l'Union européenne.

## Éducation et culture
Trăn se caractérise par son dialecte local, qui diffère du bulgare standard, au point d'être difficilement compréhensible, même par les habitants de la ville voisine de Pernik.

## Galerie

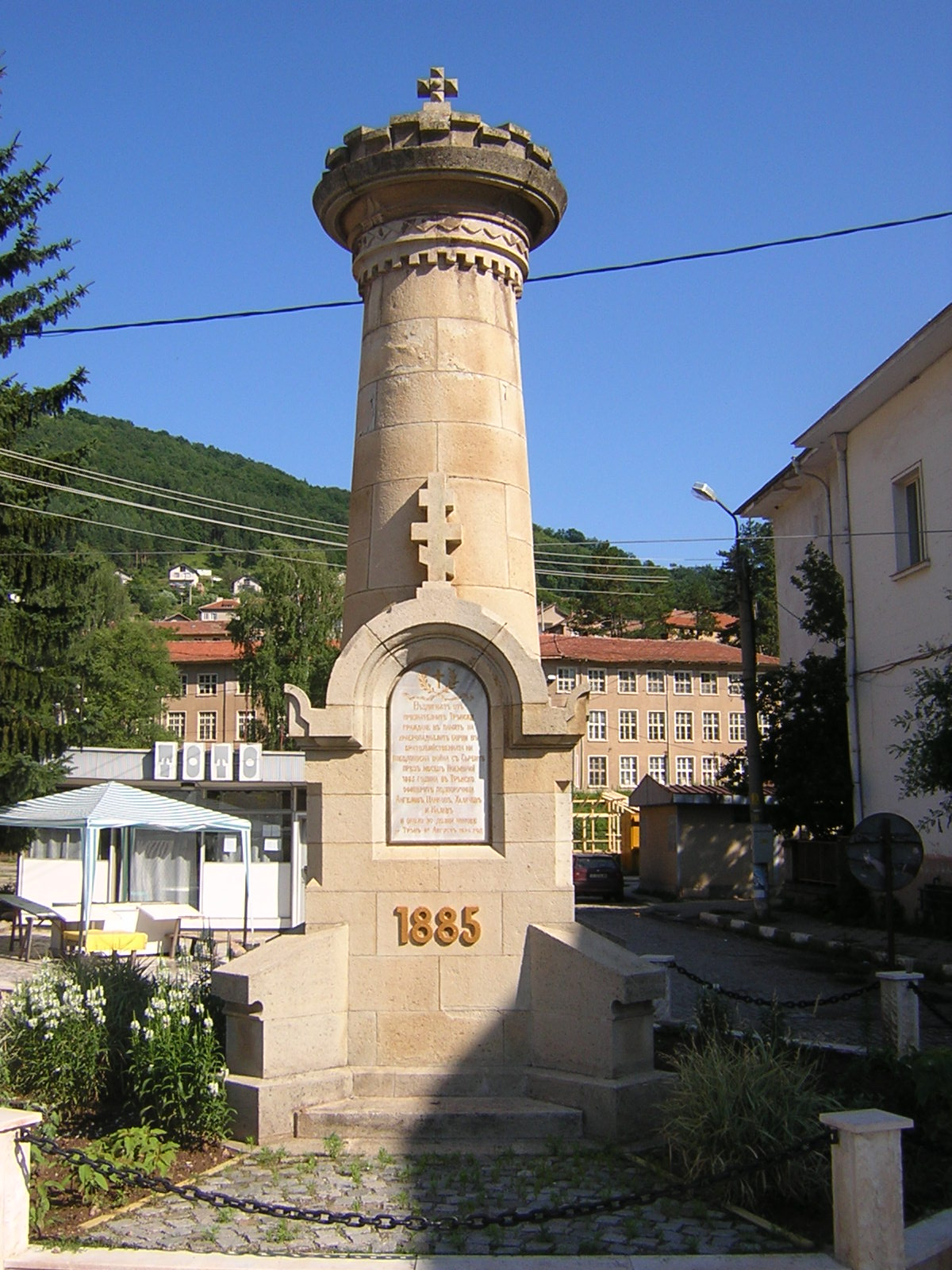
Monument commémorant, à Trăn, la guerre serbo-bulgare (1885-1886).
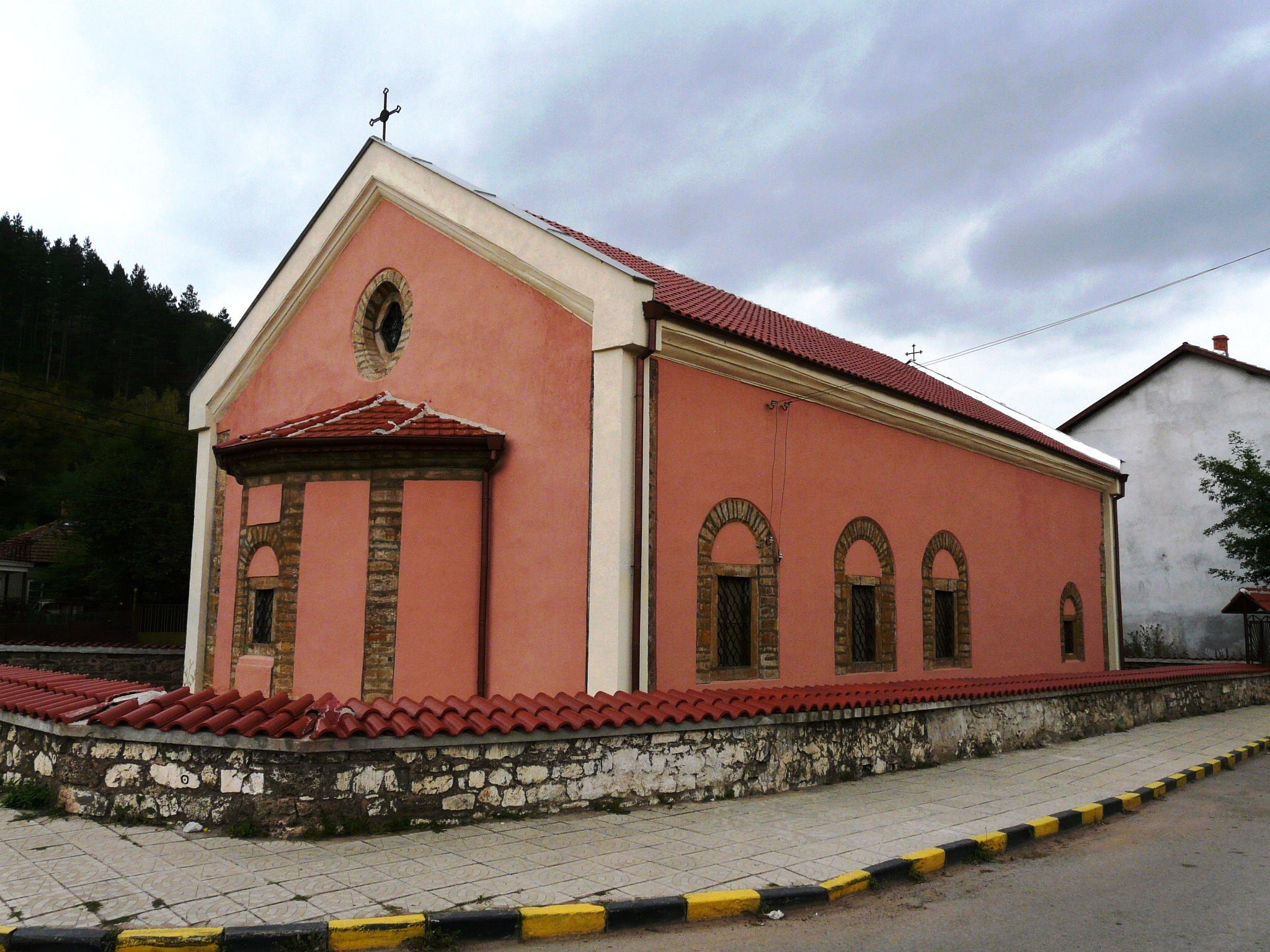
L'église Saint-Nicolas.
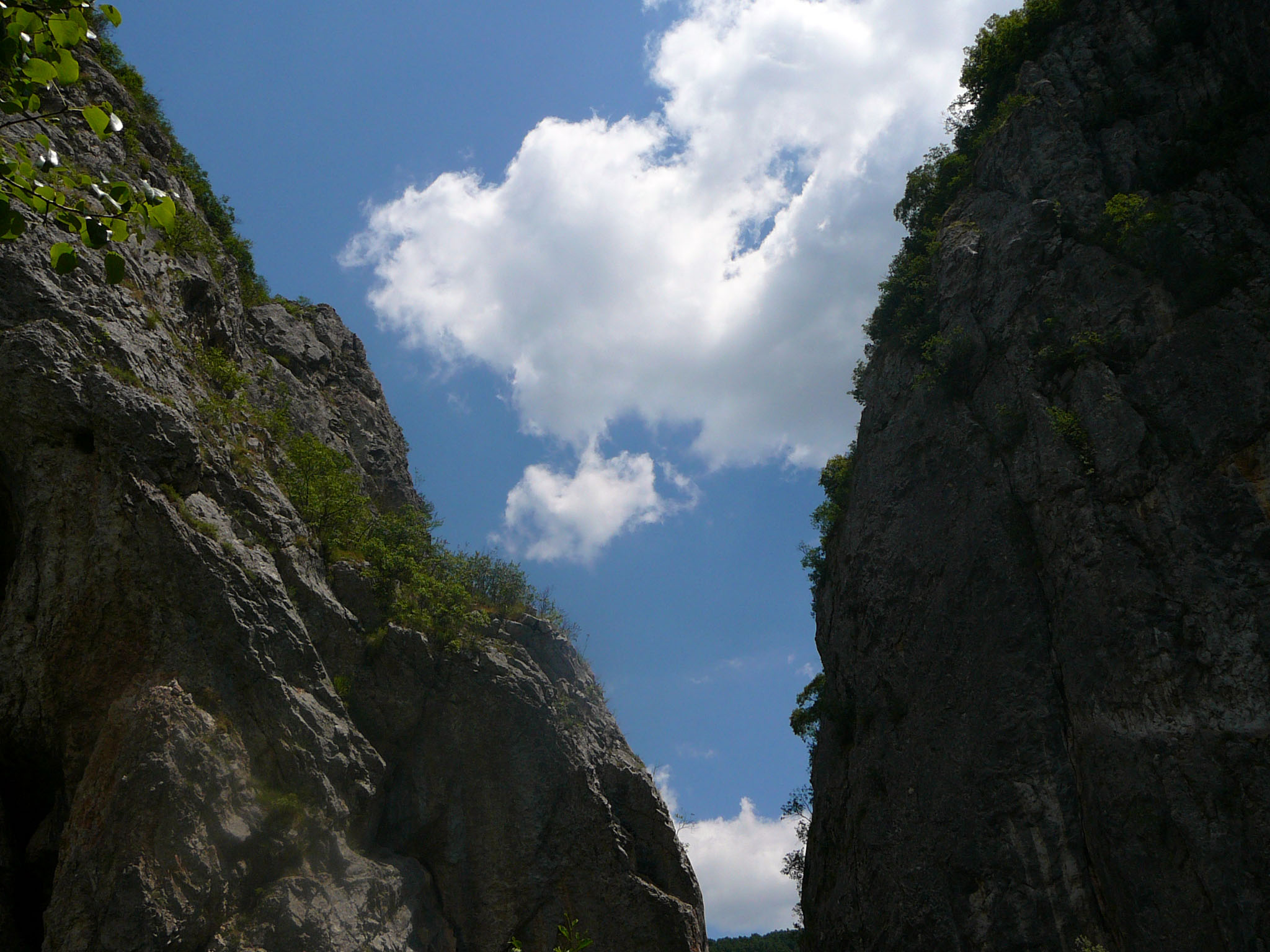
L'éco parc.
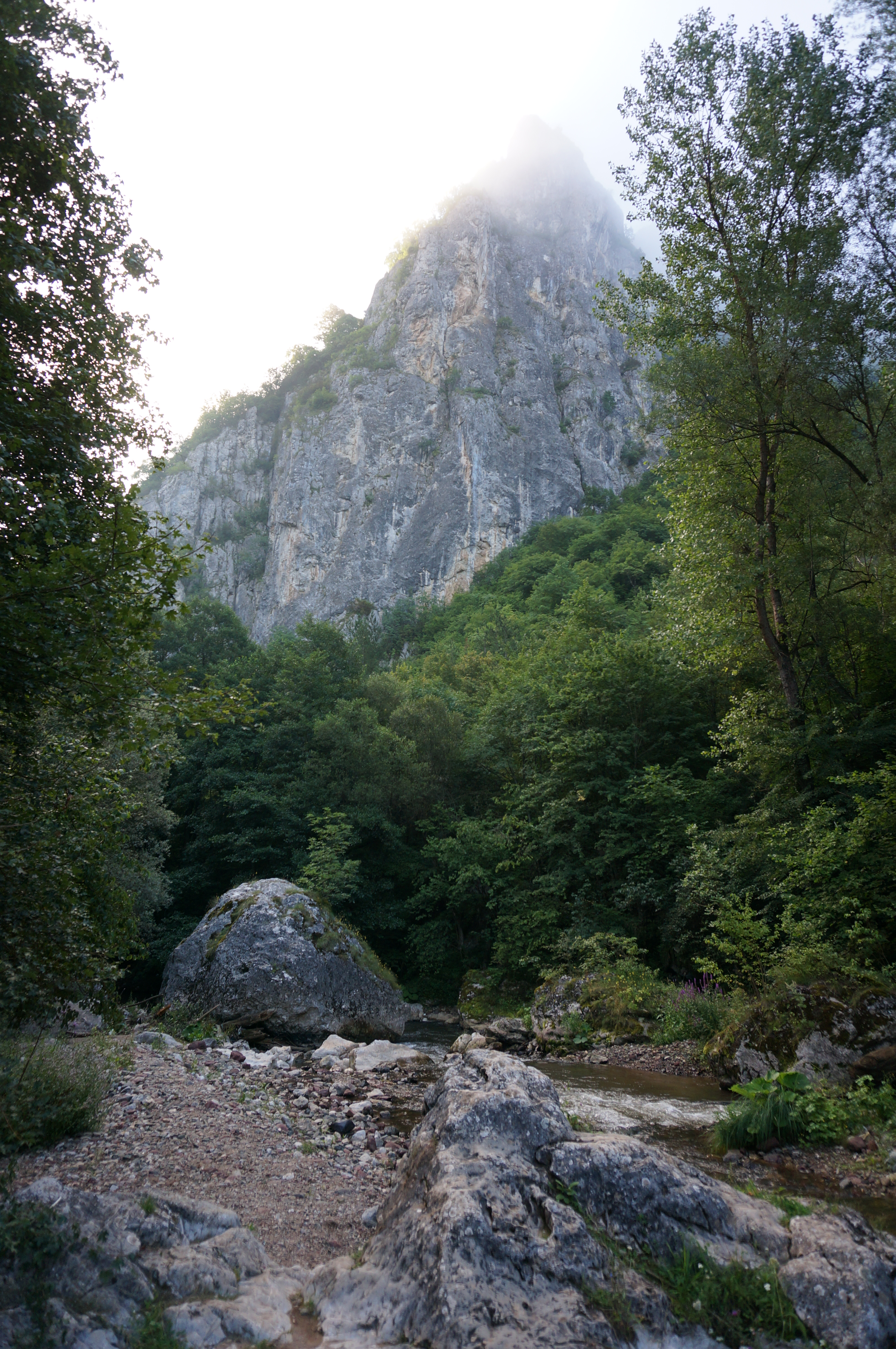
Balades.
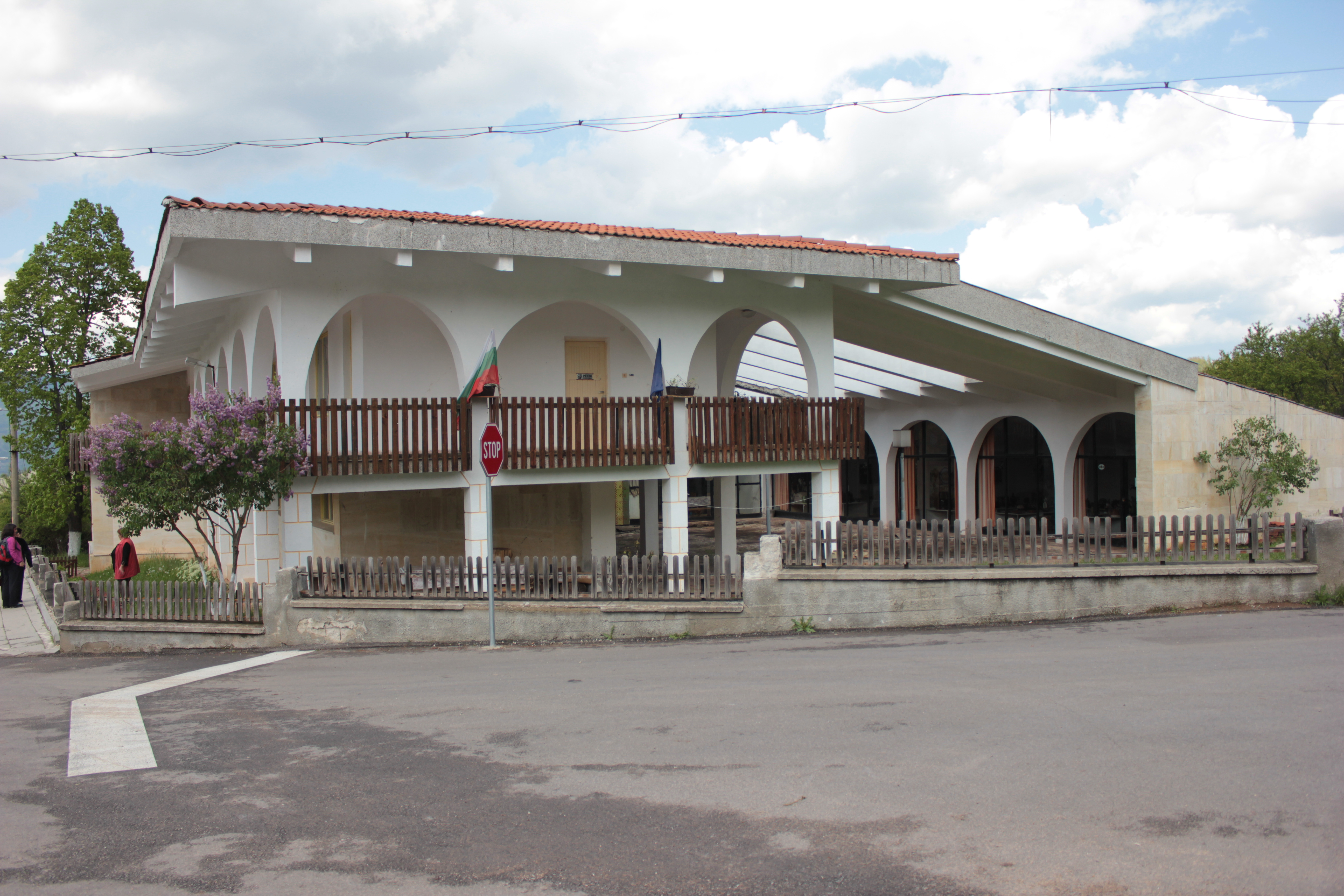
Musée de la poterie de Busintsi.